# Willy Dullens
Willy Dullens (ur. 29 stycznia 1945 w Urmond, zm. 16 czerwca 2024 w Sittard) – holenderski piłkarz występujący na pozycji napastnika. 

## Życiorys
Przez całą karierę był zawodnikiem klubu Fortuna Sittard. W 1966 jako zawodnik drugoligowy został uznany za odkrycie roku.
W tym samym roku rozegrał wszystkie mecze w reprezentacji. Wystąpił w spotkaniach przeciwko Belgii, Szkocji i Czechosłowacji. Reprezentacyjną karierę zakończył meczem eliminacji mistrzostw Europy 1968 przeciwko Danii. W 2021 zdiagnozowano u niego chorobę alzheimera.